# Neutró lent

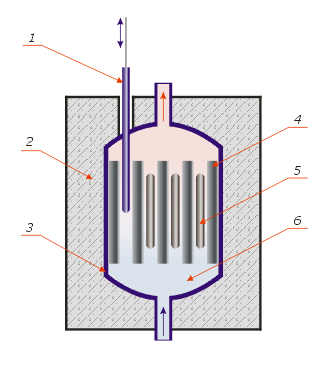
Esquema d'un reactor nuclear tèrmic actual, el (5) indica les barres de combustible, on ocorren les fissions nuclears i les emissions de neutrons associades, i al (4) hi ha el moderador (aigua, grafit, etc.) que fa alentir els neutrons. El refrigerant (un fluid que pot ser aigua, per exemple) entra per sota, s'escalfa amb l'energia de les fissions i surt per sobre emportant-se la calor.

Un neutró lent, neutró reatardat, neutró diferit o neutró tèrmic és un neutró lliure desaccelerat, que té doncs menys velocitat i, per tant, menys energia cinètica que la que solen tenir a la natura els neutrons lliures. Aquesta desacceleració es indueix de manera artificial en algunes aplicacions d'energia nuclear, com per exemple a algunes armes nuclears i en principi als reactors nuclears (a tots excepte als anomenats reactors ràpids, en fase d'estudi i de moment amb resultats força decebedors) de les centrals nuclears per a l'obtenció d'electricitat. La secció eficaç, o probabilitat d'interacció d'un neutró amb el nucli, per a qualsevol nucli atòmic és en general diferent per a neutrons lents que per a neutrons normals (anomenats ràpids, immediats o instantanis).
A les centrals nuclears i altres aplicacions tècniques alguns neutrons emesos com a resultat de les fissions nuclears es converteixen en neutrons tèrmics gràcies a l'acció del moderador de neutrons, que els fa reduir la seva velocitat. Als reactors nuclears civils els moderador que es fa servir és aigua normal, aigua pesant o grafit, segons el tipus de reactor. Als reactors de les centrals dels Països Catalans el moderador és sempre aigua lleugera (aigua normal) a pressió.
Els neutrons es moderen, és a dir, es disminueix la seva velocitat o, cosa que és el mateix, són transformats en tèrmics (lents) perquè així tenen menys tendència a ser absorbits pels nuclis i en canvi més a rebotar o col·lidir amb ells, cosa que afavoreix la fissió i fa augmentar el rendiment del reactor, ja que així s'obté més energia. Això s'aconsegueix fent-los xocar successivament amb materials que tenen àtoms petits, com per exemple d'hidrogen de l'aigua (H₂O) del deuteri de l'aigua pesant (D₂O). La quantitat de moderador (aigua, per exemple) està sempre controlada, i es pot fer augmentar o disminuir segons convingui en tot moment per a controlar la reacció nuclear en cadena.

## Neutrons ràpids, lents i tèrmics
En enginyeria nuclear s'anomenen ràpids els neutrons que no són moderats. L'energia cinètica més probable dels electrons ràpids és de l'ordre de 1eV mentre que la dels tèrmics, o moderats, és molt inferior, d'uns 0'025eV. L'energia mitjana (diferent de la més probable) dels neutrons tèrmics és d'uns 0,04 eV.
La definició teòrica dels electrons lents és que són d'energia més probable inferior a 0'4eV, com en enginyeria nuclear civil només s'usen electrons lents tèrmics, ambdós adjectius s'hi usen indistintament. El nom de neutrons ràpids (també dits immediats i instantanis), s'usa per a tots els neutrons no moderats, és a dir els que no són lents (també diferits i retardats).
En física nuclear i altres ciències descriptives, en canvi, els neutrons poden tenir noms diferents més precisos segons la seva energia cinètica, com per exemple neutró epitèrmic (amb molta energia), neutró calent (uns 0,2 eV), neutró fred (menys energètic que un calent, a partir de 0,00005eV), neutró molt fred (menys energia encara que un de fred, a partir de 0,0000003eV) i neutró ultra fred (els menys energètics, la seva energia cinètica és tan petita que l'efecte de la gravetat és molt significatiu per a ells).